# Trophonopsis lasius
Trophonopsis lasius är en snäckart som först beskrevs av Dall 1919.  Trophonopsis lasius ingår i släktet Trophonopsis och familjen purpursnäckor. Inga underarter finns listade i Catalogue of Life.